# Герб Старой Руссы
Герб муниципального образования «Город Старая Русса» Старорусского муниципального района Новгородской области Российской Федерации — опознавательно-правовой знак, служащий официальным символом муниципального образования.

## Описание
В червленом (красном) поле на зелёной земле сложенная из серебряных кирпичей круглая солеваренная печь, в чёрной топке которой пылает на золотых дровах червленое пламя; покрывающая печь сковорода полна лазоревой (синей, голубой) водой, которая изливается на сковороду из выходящей сверху из-за печи и загнутой к сковороде золотой трубы. Щит увенчан муниципальной короной установленного образца.

## История

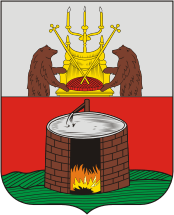
Герб Старой Руссы (1781)

В июне 1780 года город Старую Руссу посетила императрица Екатерина II. Она осмотрела город, посетила Троицкую церковь и курорт и выделила средства на четыре богадельни и на заведение школы. Не забыла императрица Старую Руссу и в столице. 

16 августа 1781 года Екатерина II высочайше пожаловала городу Старая Русса герб.

«В верхней части щита герб Новгородский; в нижней — в красном поле железная сковорода, на которой варится соль, поставленная на кирпичной разожжённой печке, понеже в сём городе имеются знатныя соляные варницы».

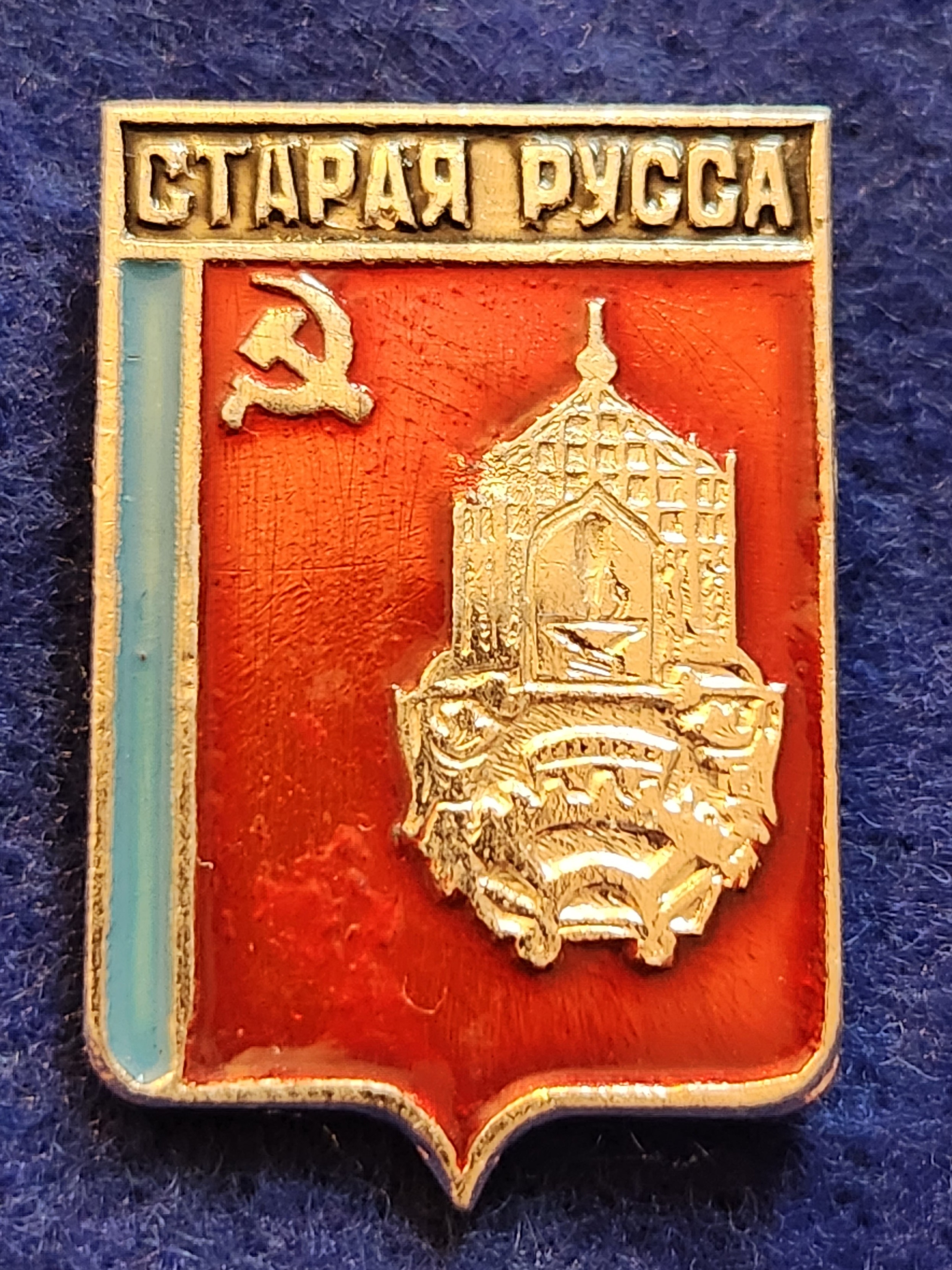
Старая Русса значок герб Новгородской серии Советский герб Старой Руссы на щите цвета государственного флага РСФСР в центре композиции помещается стилизованный Муравьёвский фонтан

Герб символизировал солеварение — основное занятие рушан до XIX века.
Советский герб Старой Руссы не походил на исторический прототип.
11 декабря1991 года Старорусский городской Совет народных депутатов официально восстановил исторический герб. Описание герба:

«Щит пересеченный. В верхнем серебряном поле два черные медведя поддерживают золотое кресло с золотым же трехсвечником на спинке и червленой подушкой, на которой крестообразно поставленные золотые скипетр и крест. В нижнем червленом поле стилизованная серебряная солеварня».

3 февраля 2011 года Решением Совета депутатов города Старая Русса № 32 утверждено новое Положение о Гербе муниципального образования города Старая Русса.

## В нумизматике
В 2002 году герб Старой Руссы был изображён на монете в 10 рублей из серии «Древние города России» и «Города воинской славы». На реверсе монеты также изображены главные символы города — Муравьёвский фонтан и Воскресенский собор. Монета отчеканена на Санкт-Петербургском монетном дворе. Художник — А.С. Кунац. Скульптор — А.А. Долгополова.

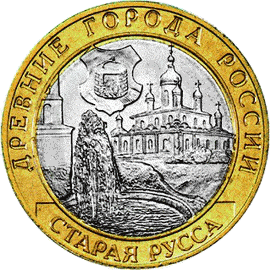
2002 год
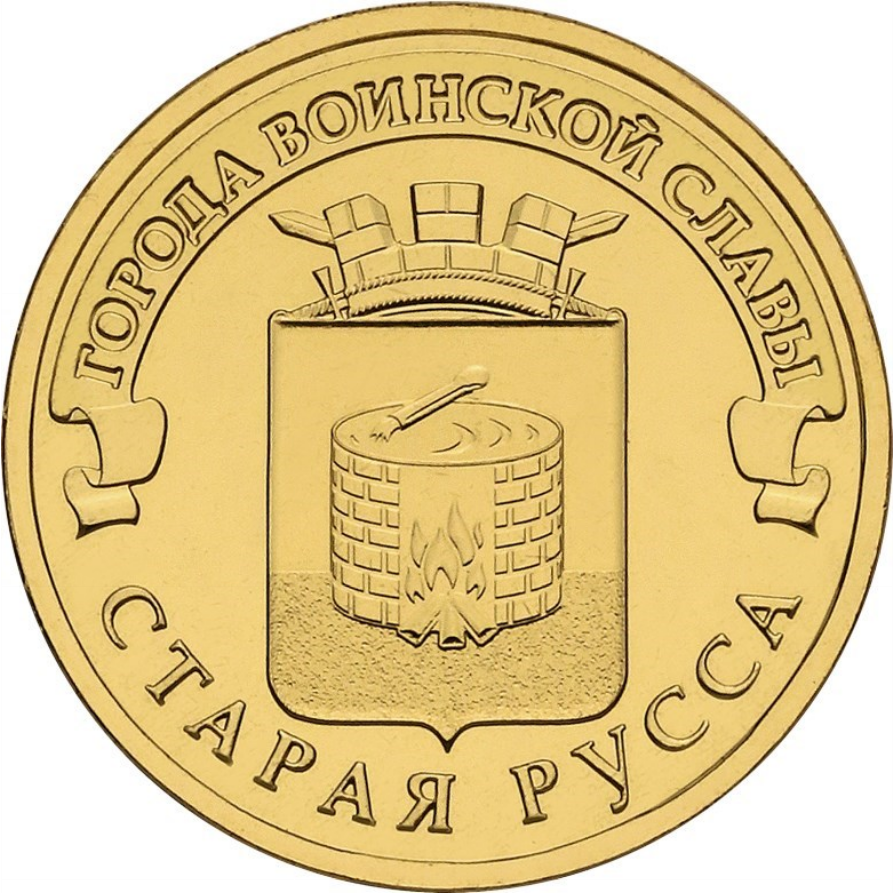
2014 год